# Piotr Jakimów
Piotr „Yoyo” Jakimów (ur. 14 listopada 1979) –  lider i gitarzysta (wcześniej perkusista) polskiej grupy muzycznej Omkara oraz współzałożyciel i pierwszy perkusista zespołu Akurat. Od roku 2006 członek bielskiej grupy Psio Crew, gdzie początkowo zajmował się realizacją dźwięku, z czasem przejmując samplery i sekwencer.
Od 1996 związany z Gaudija wisznuizmem.